# Wegerecht (Straßenverkehrsrecht)
Das Wegerecht im Straßenverkehr gibt in Deutschland bestimmten Kraftfahrzeugen das Recht auf „freie Bahn“.
Im deutschen Straßenverkehrsrecht bezeichnet man als Wegerecht das Recht, von anderen Verkehrsteilnehmern „freie Bahn“ zu verlangen. Dies wird durch gleichzeitiges Einschalten von Blaulicht und Folgetonhorn (Sondersignal) angezeigt. Die rechtliche Grundlage bildet § 38 StVO.

„(1) Blaues Blinklicht zusammen mit dem Einsatzhorn darf nur verwendet werden, wenn höchste Eile geboten ist, um Menschenleben zu retten oder schwere gesundheitliche Schäden abzuwenden, eine Gefahr für die öffentliche Sicherheit oder Ordnung abzuwenden, flüchtige Personen zu verfolgen oder bedeutende Sachwerte zu erhalten.

Es ordnet an:

‚Alle übrigen Verkehrsteilnehmer haben sofort freie Bahn zu schaffen‘.“

## Verkehrsrechtliche Anordnung
Das Wegerecht ist eine unmittelbare verkehrsrechtliche Anordnung, die Anspruch auf sofortige Befolgung hat. Die Pflicht zur Befolgung dieser Anordnung durch den Verkehrsteilnehmer berechtigt auch dazu, ohne Gefährdung anderer selbst verhältnismäßige Verkehrsverstöße zu begehen (z. B. Befahren des Seitenstreifens, Überfahren von Zeichen 295 (durchgezogene weiße Linie), Befahren von Sperrflächen, Überfahren von Haltlinien, Ausweichen auf den Gehweg), wenn sonst keine freie Bahn geschaffen werden könnte. Auch wo eine Rettungsgasse gebildet worden ist, kann es erforderlich sein, solche zusätzlichen Möglichkeiten zu nutzen.

## Sanktionierungen
Die Bußgelder für Verstöße gegen die Pflicht, einem Einsatzfahrzeug mit eingeschaltetem blauen Blinklicht und Einsatzhorn sofort freie Bahn zu schaffen, wurden am 22. September 2017 durch den Bundesrat angehoben. Derjenige, der den Verkehrsverstoß begeht, muss mit einem Bußgeld in Höhe von 240 Euro rechnen. Daneben droht ein einmonatiges Fahrverbot. Kommt es darüber hinaus zu einer Gefährdung steigt das Bußgeld auf 280 Euro, bei einer hinzukommenden Sachbeschädigung auf 320 Euro. Dies wurde bereits vor dem Beschluss kritisiert, da von einem dem Wegerechtsfahrzeug im Weg stehenden oder fahrenden Fahrzeug keine zusätzliche Gefahr im Vergleich zur Abwesenheit des Wegerechtsfahrzeugs ausgehen könne. Die neue Verordnung wird der Bundesregierung zur Ausfertigung zugeleitet und soll am Tag nach ihrer Verkündung in Kraft treten.

## Berechtigte Fahrzeuge
Das Wegerecht kann unter oben genannten Voraussetzungen von jedem mit Blaulicht und Einsatzhorn ausgestatteten Fahrzeug in Anspruch genommen werden. Die Fahrzeuge, die mit blauem Blinklicht ausgestattet werden dürfen, sind in § 52 StVZO benannt. Es handelt sich dabei um:
- Kraftfahrzeuge, die dem Vollzugsdienst der Polizei, der Militärpolizei (Feldjäger und Militärpolizeien der in Deutschland stationierten NATO-Streitkräfte, vgl. NATO-Truppenstatut), der Bundespolizei oder des Zolldienstes, des Bundesamtes für Güterverkehr oder der Bundesstelle für Flugunfalluntersuchung dienen, insbesondere Kommando-, Streifen-, Mannschaftstransport-, Verkehrsunfall-, Mordkommissionsfahrzeuge,
- Einsatz- und Kommandofahrzeuge der Feuerwehren und der anderen Einheiten und Einrichtungen des Katastrophenschutzes und des Rettungsdienstes (z. B. Hilfsorganisationen, Technisches Hilfswerk) sowie als Krankenkraftwagen zugelassene Fahrzeuge für Krankentransport oder Notfallrettung,
- Unfallhilfswagen öffentlicher Verkehrsbetriebe, welche spurgeführte Fahrzeuge (einschließlich Oberleitungsomnibussen) betreiben. Diese Fahrzeuge müssen als solche anerkannt sein.

Nach § 70 StVZO kann im Einzelfall oder allgemein für bestimmte Antragsteller eine Ausnahme zugelassen werden, beispielsweise für den Störungsdienst von Gasversorgungsunternehmen.
Vom Wegerecht zu unterscheiden sind verkehrsrechtliche Sonderrechte, die Angehörigen bestimmter Organisationen (z. B. Bundeswehr, Feuerwehr, Polizei) ein Abweichen von den Regeln der StVO erlauben, aber keine Anordnung an andere Verkehrsteilnehmer darstellen und für die keine Sondersignale erforderlich sind. Jedoch ist die Inanspruchnahme des Wegerechts meistens auch mit der Ausübung von Sonderrechten verbunden.

## Vorfahrt und Unfall
Entgegen einem verbreiteten Rechtsirrtum ändert das Wegerecht nichts an der Vorfahrt. Kommt es zum Unfall, weil das Einsatzfahrzeug beispielsweise eine rote Ampel überfahren hat und mit einem Auto zusammenstößt, das „Grün“ hatte, so wird die Hauptschuld in aller Regel dem Fahrer des Einsatzfahrzeugs zugerechnet (§ 35 StVO):

„(8) Die Sonderrechte dürfen nur unter gebührender Berücksichtigung der öffentlichen Sicherheit und Ordnung ausgeübt werden.“

Das bedeutet, dass sich ein Einsatzfahrzeug vorsichtig und langsam in eine schlecht einsehbare vorfahrtberechtigte Straße hineintasten muss, bis sich der Fahrer davon überzeugt hat, dass offensichtlich alle Vorfahrtberechtigen die Lage erkannt haben und anhalten werden oder angehalten haben. Außerdem müssen die notwendigen Signale rechtzeitig und ausreichend lange gegeben werden. Auch dann darf sich der Fahrer nicht darauf verlassen, dass alle anderen Verkehrsteilnehmer ihn wahrgenommen haben. Sonder- und Wegerechte entbinden nicht von Haftungs- und Sorgfaltspflichten.
Die zivilrechtliche Haftungsaufteilung bei einem Unfall wird von den Gerichten jedoch unterschiedlich – auch zu Ungunsten der anderen Verkehrsteilnehmer – vorgenommen. Die anderen Beteiligten können durch überhöhte Geschwindigkeit oder laute Musik im Fahrzeug zum Unfall beigetragen haben und müssen dann Zahlungen der Kfz-Haftpflichtversicherung und resultierend Nachteile beim Schadenfreiheitsrabatt hinnehmen.